# Thikkanamcode
Thikkanamcode es una  ciudad censal situada en el distrito de Kanyakumari en el estado de Tamil Nadu (India). Su población es de 14086 habitantes (2011). Se encuentra a 51 km de Thiruvananthapuram y a 79 km de Tirunelveli. 

## Demografía
Según el censo de 2011 la población de Thikkanamcode era de 14086 habitantes, de los cuales 7031 eran hombres y 7055 eran mujeres. Thikkanamcode tiene una tasa media de alfabetización del 92,71%, superior a la media estatal del 80,09%: la alfabetización masculina es del 94,48%, y la alfabetización femenina del 90,95%.